# Les Forains (ballet)
Pour les articles homonymes, voir Les Forains.
Les Forains est un ballet en un acte chorégraphié par Roland Petit, sur une musique d'Henri Sauguet, sur un argument de Boris Kochno. Il a été créé le 2 mars 1945 au théâtre des Champs-Élysées à Paris. L'Orchestre de la Société des concerts du Conservatoire était dirigé par André Cluytens.

## Création
Fier du succès grandissant de Roland Petit, alors âgé de  21 ans, son père décide de lui financer son prochain spectacle pour une unique représentation le 2 mars 1945 au théâtre des Champs-Élysées à Paris.
Roland Petit dispose de peu d'argent, de 5 danseurs dont Nina Vyroubova, Christian Foye, Hélène Sadovska, Marina de Berg, Ethéry Pagava dans le rôle de la petite acrobate et de quelques figurants pour cette création. Il demanda à Boris Kochno et le décorateur et costumier Christian Bérard une idée. Ensemble ils lui proposèrent l'argument des Forains.
La musique sera écrite en 13 jours par Henri Sauguet et Roland Petit réglera les tableaux au fur et à mesure de l'arrivée de la musique. Les costumes et le décor seront de Christian Bérard.

## Succès de l’œuvre
À l'issue de la première représentation, le succès fut tel qu'une autre représentation sera donnée en juin 1945 au théâtre Sarah-Bernhardt dans la chorégraphie de Roland Petit, les décors et costumes de Christian Bérard, avec Roland Petit, Denise Bourjois, Marina de Berg, Ethéry Pagava et Hélène Sadovska. L'Orchestre de la Société des concerts du Conservatoire est placé sous la direction musicale d'André Girard.
Puis d'autres représentations suivront. De ce succès naîtra les ballets des Champs-Élysées. Cette œuvre est aujourd'hui au répertoire de nombreuses compagnies de danse dont notamment celle de l'Opéra de Paris.

## Résumé de l'argument
Une petite troupe ambulante de forains arrive dans un village et y installe leur théâtre. Ils y répètent avant leur spectacle. Puis le spectacle débute et les numéros naïfs s'enchainent. On y voit une petite fille acrobate, des « visions d'art », un clown, deux sœurs siamoises, un prestidigitateur et une belle endormie. À la fin du spectacle le prestidigitateur tend son chapeau pour la faire quête mais les spectateurs s'en vont sans donner le moindre sou. Les forains repartent alors tristement vers une autre place.

## Structure
Composée en 1945, l'œuvre comporte les tableaux suivants :
- Prologue
- Entrée des forains
- Exercice
- Parade
- La Représentation (Petite Fille à la chaise, Vision d'art, Le Cloune, Les Sœurs siamoises, Le Prestidigitateur, Le Prestidigitateur et la Poupée)
- Galop final
- Quête et départ des forains.

Dédicacée "A la mémoire d'Erik Satie", la partition est éditée chez Salabert. Une suite pour orchestre est tirée du ballet.
La musique de scène est enregistrée en 1948 par l'Orchestre des concerts Lamoureux avec Henri Sauguet à la baguette et en 1978 par l'Orchestre du Capitole de Toulouse dirigé par Michel Plasson.

## Hommage
- Ethéry Pagava dans "Les Forains", toile peinte par Kostia Terechkovitch en 1945 et conservée au Musée national d'art moderne.
- Le chemin des forains, chanson d'Édith Piaf de 1955, reprend le thème de l'« Entrée des forains »[7].